# Jan Elburg
Joannes Gommert Elburg (Wemeldinge, 30 november 1919 – Amsterdam, 13 augustus 1992), bekend als Jan G. Elburg, was een Nederlands dichter en beeldend kunstenaar, die tot de Vijftigers wordt gerekend. Als beeldend kunstenaar was hij actief als graficus, schilder, tekenaar, beeldhouwer en collagist, en was jaren docent aan de Rietveld Academie.

## Levensloop
Elburg werd geboren in Wemeldinge in Zeeland. Hij verhuisde op jonge leeftijd met zijn ouders naar Amsterdam-Noord, waar hij verder opgroeide. Eind jaren 1930 begon hij als laborant in Amsterdam, en kwam in de oorlog in het verzet. Hij kwam in contact met dichters als Gerrit Kouwenaar en Lucebert, met wie hij zich aansloot bij de Cobragroep.
Als jonge dichter en kunstenaar was Elburg geïnspireerd door troubadourspoëzie en het surrealisme. Hij experimenteerde met grafische technieken, schilderde en maakte fotomontages. Hij schreef ook reclameteksten, en was jaren leraar op de Rietveld Academie.
In 1948 werd Elburg onderscheiden met de Jan Campert-prijs voor Klein t(er)reurspel. Verder ontving hij in 1959 de Poëzieprijs van de gemeente Amsterdam voor Hebben en zijn, in 1970 de Feniksprijs voor zijn gehele oeuvre, en in 1976 de Constantijn Huygens-prijs nogmaals voor zijn gehele oeuvre.

## Trivia
- Elburg is de bedenker van de DAF-slagzin 'het pientere pookje'.[3]

## Secundaire literatuur
- Bormans, Peter, Ik hoop dat ik stoor: De poëzie van Jan G. Elburg (1919-1992), ISBN 9789072474575
- Vegt, Jan van der, De man met de drietand: Leven en werk van Jan Elburg 1919-1992, Meulenhoff Boekerij B.V., 2012.